# تفجير قاعدة عسكرية في مقديشو 2025
في 18 مايو 2025، حوالي الساعة العاشرة مساءً بالتوقيت المحلي، نفذ انتحاري من حركة الشباب هجومًا انتحاريًا في قاعدة دامانيو العسكرية في العاصمة مقديشو، أسفر عن مقتل 20 شخصًا على الأقل وأصيب 30 آخرون بجروح خطيرة في الهجوم الانتحاري، ومن المتوقع ارتفاع عدد القتلى نظرًا لخطورة الإصابات.

## ردود الفعل
- الإمارات العربية المتحدة: أدانت وزارة الخارجية الإماراتية الهجوم، وأكدت في بيان «أن دولة الإمارات تعرب عن استنكارها الشديد لهذه الأعمال الإجرامية ورفضها الدائم لجميع أشكال العنف والإرهاب التي تستهدف زعزعة الأمن والاستقرار وتتنافى مع القانون الدولي».[4]
- مصر: أدانت وزارة الخارجية المصرية بأشد العبارات «الهجوم الإرهابي» وأكدت «تضامنها الكامل حكومة وشعبا مع جمهورية الصومال الفيدرالية في هذا المصاب الأليم مؤكدة استمرارها في دعم المؤسسات الصومالية الوطنية وقدراتها الأمنية والعسكرية لتمكينها من التصدي لكافة مظاهر العنف والإرهاب والتطرف وتمكينها من بسط سيطرتها على كامل أراضيها».[5]